# Kūh-e Takht-e Arreh
Kūh-e Takht-e Arreh är en kulle i Iran.   Den ligger i provinsen Khuzestan, i den centrala delen av landet, 400 km sydväst om huvudstaden Teheran. Toppen på Kūh-e Takht-e Arreh är 997 meter över havet.
Terrängen runt Kūh-e Takht-e Arreh är kuperad söderut, men norrut är den bergig. Runt Kūh-e Takht-e Arreh är det ganska tätbefolkat, med 104 invånare per kvadratkilometer. Närmaste större samhälle är Tanūr-e Boland, 14,4 km väster om Kūh-e Takht-e Arreh. Omgivningarna runt Kūh-e Takht-e Arreh är i huvudsak ett öppet busklandskap.